# آمی سوگیتا
آمی سوگیتا (انگلیسی: Ami Sugita؛ زادهٔ ۱۴ مارس ۱۹۹۲) بازیکن فوتبال اهل ژاپن است.
وی همچنین در تیم ملی فوتبال زنان ژاپن بازی کرده‌است.